# Европско првенство у атлетици на отвореном 2010.
Европско првенство у атлетици на отвореном 2010. је 20. првенство организовано под надзором Европске атлетске асоцијације ЕАА. Првенство је одржано од 27. јула до 1. августа 2010. у Барселони, која је била први шпански град домаћин Европског првенства.

## Организација
На састанку европских атлетских асоцијација одржаном у Гетеборгу 29. априла 2006. одлучено је да се европско првенство одржи у Барселони, на олимпијском стадиону на којем су одржана атлетска такмичења на Летњим олимпијским играма 1992.. То је било по последњи пут да се европска првенства одржавају сваке четири године. Од тога првенства одлучено је да пауза имеђу два првенства буде две године, па ће прво следеће бити 2012. године у Хелсинкију.

## Земље учеснице
Према званичним пријавама број од 1.370 спортиста (761 мушкарац и 609 жена) из 50 земаља представља рекорд у броју учесника. Претходни рекорд је био 1288 спортиста постављен 2006 у Гетеборгу. Први пут је рекордан и број од 50 федерација чланица Европске атлетске асоцијације (ЕАА), чији ће представни учествовати у такмичењима..
| - Албанија (2) - Андора (5) - Аустрија (15) - Азербејџан (5) - Белгија (32) - Белорусија (42) - Босна и Херцеговина (2) - Бугарска (17) - Гибралтар (1) - Грузија (2) - Грчка (33) - Данска (15) - Естонија (17) | - Израел (16) - Исланд (6) - Ирска (30) - Италија (73) - Јерменија (3) - Кипар (10) - Летонија (21) - Литванија (25) - Лихтенштајн (1) - Луксембург (1) - Македонија (2) - Малта (2) - Мађарска (23) | - Молдавија (6) - Монако (1) - Немачка (74) - Норвешка (38) - Пољска (71) - Португалија (42) - Румунија (33) - Русија (105) - Сан Марино (2) - Словачка (19) - Словенија (33) - Србија (12) - Турска (21) | - } Уједињено Краљевство (72) - Украјина (62) - Финска (39) - Француска (60) - Холандија (36) - Хрватска (7+5) - Црна Гора (2) - Чешка (40) - Швајцарска (22) - Шведска (41) - Шпанија (88) |

### Календар такмичења
| јул/август       | 27 | 28 | 29 | 30 | 31 | 1 |
| ---------------- | -- | -- | -- | -- | -- | - |
| 100 м            | Г  | Ф  |    |    |    |   |
| 200 м            |    |    | Г  | Ф  |    |   |
| 400 м            | Г  | ПФ |    | Ф  |    |   |
| 800 м            |    | Г  | ПФ |    | Ф  |   |
| 1.500 м          | Г  | ПФ | Ф  |    |    |   |
| 5.000 м          |    |    | Г  |    | Ф  |   |
| 10.000 м         | Ф  |    |    |    |    |   |
| Маратон          |    |    |    |    |    | Ф |
| 110 м препоне    |    |    | Г  | Ф  |    |   |
| 400 м препоне    |    | Г  | ПФ |    | Ф  |   |
| 3.000 м препреке |    |    | Г  |    | Ф  |   |
| 4x100 м          |    |    |    |    | Г  | ф |
| 4x400 м          |    |    |    |    | Г  | Ф |
| 20 км ходање     | Ф  |    |    |    |    |   |
| 50 км ходање     |    |    |    | Ф  |    |   |
| Скок удаљ        |    |    |    | КВ |    | Ф |
| Троскок          | КВ |    | Ф  |    |    |   |
| Скок увис        | КВ |    | Ф  |    |    |   |
| Скок мотком      |    |    | КВ |    | Ф  |   |
| Бацање кугле     |    |    |    | КВ | Ф  |   |
| Бацање диска     |    |    |    |    | КВ | Ф |
| Бацање кладива   | КВ | Ф  |    |    |    |   |
| Бацање копља     |    |    |    | КВ | Ф  |   |
| Десетобој        |    | Ф  | Ф  |    |    |   |

| јул/август       | 27 | 28  | 29 | 30 | 31 | 1 |
| ---------------- | -- | --- | -- | -- | -- | - |
| 100 м            |    | Г   | Ф  |    |    |   |
| 200 м            |    |     |    | Г  | Ф  |   |
| 400 м            | Г  | 1/2 |    | Ф  |    |   |
| 800 м            | Г  | ПФ  |    | Ф  |    |   |
| 1.500 м          |    |     | Г  | ПФ |    | Ф |
| 5.000 м          |    |     |    | Г  |    | Ф |
| 10.000 м         |    | Ф   |    |    |    |   |
| Маратон          |    |     |    |    | Ф  |   |
| 100 м препоне    |    |     |    | Г  | Ф  |   |
| 400 м препоне    | Г  | ПФ  |    | Ф  |    |   |
| 3.000 м препреке |    | Г   |    | Ф  |    |   |
| 4x100 м          |    |     |    |    | Г  | ф |
| 4x400 м          |    |     |    |    | Г  | Ф |
| 20 км ходање     |    | Ф   |    |    |    |   |
| Скок удаљ        | КВ | Ф   |    |    |    |   |
| Троскок          |    |     | КВ |    | Ф  |   |
| Скок увис        |    |     |    | КВ |    | Ф |
| Скок мотком      |    | КВ  |    | Ф  |    |   |
| Бацање кугле     | Ф  |     |    |    |    |   |
| Бацање диска     | КВ | Ф   |    |    |    |   |
| Бацање кладива   |    | КВ  |    | Ф  |    |   |
| Бацање копља     | КВ |     | Ф  |    |    |   |
| Седмобој         |    |     |    | Ф  | Ф  |   |

| Г | Групе | КВ | Квалификације | ПФ | Полуфинале | Ф | Финале |

## Резултати

### Мушкарци
| Дисциплина              |                                                                       | Резултат        |                                                                                    | Резултат   |                                                                            | Резултат        |
| 100 м детаљи            | Кристоф Леметр Француска                                              | 10,11           | Марк Луис-Френсис · Уједињено Краљевство                                           | 10,18      | Мартјал Мбанђок Француска                                                  | 10,18           |
| 200 м детаљи            | Кристоф Леметр Француска                                              | 20,37           | Кристијан Малком · Уједињено Краљевство                                            | 20,38 ЛРС  | Мартјал Мбанђок Француска                                                  | 20,42           |
| 400 м детаљи            | Кевин Борле · Белгија                                                 | 45,08 ЛРС       | Мајкл Бингам · Уједињено Краљевство                                                | 45,23      | Мартин Руни · Уједињено Краљевство                                         | 45,23           |
| 800 м детаљи            | Марћин Левандовски Пољска                                             | 1:47,07         | Мајкл Ример · Уједињено Краљевство                                                 | 1:47,17    | Адам Кшчот Пољска                                                          | 1:47,22         |
| 1.500 м детаљи          | Артуро Касадо · Шпанија                                               | 3:42,74         | Карстен Шланген Немачка                                                            | 3:43,52    | Мануел Олмедо · Шпанија                                                    | 3:43,54         |
| 5.000 м детаљи          | Мохамед Фара · Уједињено Краљевство                                   | 13:31,18        | Хесус Еспања · Шпанија                                                             | 13:33,12   | Хајле Ибрахимов Азербејџан                                                 | 13:34,15        |
| 10.000 м детаљи         | Мохамед Фара · Уједињено Краљевство                                   | 28:24,99        | Крис Томпсон · Уједињено Краљевство                                                | 28:27,33   | Данијеле Меучи · Италија                                                   | 28:27,33        |
| маратон детаљи          | Виктор Ретлин · Швајцарска                                            | 2:15:31         | Хосе Мануел Мартинез · Шпанија                                                     | 2:17:50    | Дмитриј Сафронов Русија                                                    | 2:18:16         |
| 110 м препоне детаљи    | Енди Тернер · Уједињено Краљевство                                    | 13,28 ЛРС       | Гарфилд Даријен · Француска                                                        | 13,34 ЛР   | Данијел Киш · Мађарска                                                     | 13,39           |
| 400 м препоне детаљи    | Дејвид Грин · Уједињено Краљевство                                    | 48,12 ЕРС       | Рис Вилијамс · Уједињено Краљевство                                                | 48,96 ЛР   | Станислав Мељников · Украјина                                              | 49,09 ЛР        |
| 3.000 м препреке детаљи | Маједин Мехиси-Бенабад Француска                                      | 8:07,87 РЕП     | Буабдела Тари Француска                                                            | 8:09,28    | Хосе Луис Бланко · Шпанија · Јон Лучијанов · Молдавија                     | 8:19,15 8:19,64 |
| 4 x 100 м детаљи        | Француска Жими Вико Кристоф Леметр Пјер-Алекси Песоно Мартјал Мбанђок | 38,11 СРС       | Италија · Роберто Донати · Симоне Колио · Емануеле ди Грегорио · Маурицио Кекучи   | 38,17      | Немачка Тобијас Унгер Маријус Бренинг Александер Козенков Мартин Келер     | 38,44           |
| 4 x 400 м детаљи        | Русија Максим Дилдин Алексеј Аксјонов Владимир Краснов Павел Тренихин | 3:02,14         | Уједињено Краљевство · Конрад Вилијамс · Мајкл Бингам · Мартин Руни · Роберт Тобин | 3:02,25    | Белгија · Арно Дестат · Кевин Борле · Седрик ван Брантегем · Жонатан Борле | 3:02,60         |
| 20 км ходање детаљи     | Станислав Јемељјанов Русија                                           | 1:20:10         | Алекс Швацер · Италија                                                             | 1:20:38    | Жоао Вијеира · Португалија                                                 | 1:20:49 ЛР      |
| 50 км ходање детаљи     | Јоан Дини Француска                                                   | 3:40:37 СРС     | Гжегож Судол · Пољска                                                              | 3:42:24 ЛР | Сергеј Бакулин Русија                                                      | 3:43:26 ЛР      |
| Скок удаљ детаљи        | Христијан Рајф · Немачка                                              | 8,47 СРС/РЕП/ЛР | Кафетјен Гоми Француска                                                            | 8,24 ЛР    | Крис Томлинсон · Уједињено Краљевство                                      | 8,23 ЛРС        |
| Троскок детаљи          | Филипс Идову · Уједињено Краљевство                                   | 17,81 ЛР        | Маријан Опреа · Румунија                                                           | 17,51 ЛР   | Теди Тамго Француска                                                       | 17,45           |
| Скок увис детаљи        | Александар Шустов Русија                                              | 2,33            | Иван Ухов Русија                                                                   | 2,31       | Мартин Бернард · Уједињено Краљевство                                      | 2,29            |
| Скок мотком детаљи      | Рено Лавилени Француска                                               | 5,85            | Максим Мазурук · Украјина                                                          | 5,80 ЛРС   | Пжемислав Червињски · Пољска                                               | 5,75 ЛРС        |
| Бацање кугле детаљи     | Томаш Мајевски Пољска                                                 | 21,00           | Ралф Балтерс Немачка                                                               | 20,93      | Марис Уртанс Летонија                                                      | 20,72           |
| Бацање диска детаљи     | Пјотр Малаховски Пољска                                               | 68,87 РЕП       | Роберт Хартинг Немачка                                                             | 68,47      | Роберт Фазекаш · Мађарска                                                  | 66,43 ЛРС       |
| Бацање кладива детаљи   | Либор Хафрајтаг · Словачка                                            | 80,02           | Никола Вицони · Италија                                                            | 79,12      | Кристијан Парш · Мађарска                                                  | 79,06           |
| Бацање копља детаљи     | Андреас Торкилдсен · Норвешка                                         | 88,37           | Матијас де Зордо Немачка                                                           | 87,81 ЛР   | Теро Питкемеки · Финска                                                    | 86,67           |
| Десетобој детаљи        | Ромен Бара Француска                                                  | 8453 РЕП        | Елко Синтниколас · Холандија                                                       | 8436 ЛР    | Андреј Краучанка · Белорусија                                              | 8370 ЛРС        |

### Жене
| Дисциплина              |                                                                                     | Резултат                |                                                                              | Резултат          |                                                                                        | Резултат     |
| 100 м детаљи            | Верена Зајлер · Немачка                                                             | 11,10 ЛР                | Вероник Манг · Француска                                                     | 11,11 ЛР          | Мирјам Сумаре Француска                                                                | 11,18 ЛР     |
| 200 м детаљи            | Мирјам Сумаре Француска                                                             | 22.32 ЕРС/ЛР            | Јелисавета Бризгина · Украјина                                               | 22,44 ЛР          | Александра Федорива Русија                                                             | 22,44        |
| 400 м детаљи            | Татјана Фирова Русија                                                               | 49,89 ЕРС               | Ксенија Усталова Русија                                                      | 49,92 ЛР          | Антоњина Кривошапка Русија                                                             | 50,10 ЛРС    |
| 800 м детаљи            | Марија Савинова · Русија                                                            | 1:58,22                 | Ивон Хак · Холандија                                                         | 1:58,85 ЛР        | Џенифер Медоуз · Уједињено Краљевство                                                  | 1:59,39      |
| 1 500 м детаљи          | Нурија Фернандез · Шпанија                                                          | 4:00,20 ЛР              | Ен Деиба · Француска                                                         | 4:01,17           | Наталија Родригез · Шпанија                                                            | 4:01,30 ЛРС  |
| 5.000 м детаљи          | Алемиту Бекеле · Турска                                                             | 14:52,20 РЕП            | Елван Абејлегесе · Турска                                                    | 14:54,44          | Сара Мореира · Португалија                                                             | 14:54,71 ЛР  |
| 10.000 м детаљи         | Елван Абејлегесе · Турска                                                           | 31:10,23 ЕРС            | Инга Абитова · Русија · Жесика Аугусто · Португалија                         | 31:22,83 31:25,77 | Хилда Кибет · Холандија                                                                | 31:36,90 ЛРС |
| маратон детаљи          | Живиле Балчунајте · Литванија · Наиља Јуламанова · Русија · Ана Инчерти · Италија   | 2:31:14 2:32:15 2:32:48 | Тетјана Филоњук Украјина                                                     | 2:33:57           | Изабела Андерсон · Шведска                                                             | 2:34:43      |
| 100 м препоне детаљи    | Невин Јанит · Турска                                                                | 12,63 НР                | Дервал О'Рорк · Ирска                                                        | 12,65 НР          | Каролин Нитра · Немачка                                                                | 12,68        |
| 400 м препоне детаљи    | Наталија Антјух Русија                                                              | 52,92 РЕП, ЕРС          | Вања Стамболова · Бугарска                                                   | 53,82 НР          | Пери Шејкс Дрејтон · Уједињено Краљевство                                              | 54,18 ЛР     |
| 3.000 м препреке детаљи | Јулија Зарудњева Русија                                                             | 9:17,57 РЕП             | Марта Домингез · Шпанија                                                     | 9:17,74           | Љубов Харламова Русија                                                                 | 9:29,82 ЛРС  |
| 4 x 100 м детаљи        | Украјина · Олесија Повх · Наталија Погребњак · Марија Рјемјен · Јелизавета Бризгина | 42,29 СРС               | Француска Мирјам Сумаре Вероник Манг Лина Жак Себастјен Кристин Арон         | 42,45             | Пољска · Марика Попович · Дарија Коржинска · Марта Јешке · Вероника Ведлер             | 42,68        |
| 4 x 400 м детаљи        | Русија Татјана Фирова Анастасија Капачинска Антоњина Кривошапка Ксенија Усталова    | 3:21,26 СРС             | Немачка · Јанин Линденберг · Естер Кремер · Фабијен Колман · Клаудија Хофман | 3:24,07           | Уједињено Краљевство · Никол Сандерс · Мерилин Окоро · Пери Шејкс Дрејтон · Ли Маконел | 3:24,32      |
| 20 км ходање детаљи     | Олга Канискина Русија                                                               | 1:27:44 ЛРС             | Анисја Кирдјапкина Русија                                                    | 1:28:55           | Вера Соколова Русија                                                                   | 1:29:32      |
| Скок удаљ детаљи        | Инета Радевича Летонија                                                             | 6,92 НР                 | Наиде Гомес · Португалија                                                    | 6,92 ЛРС          | Олга Кучеренко Русија                                                                  | 6,84         |
| Троскок детаљи          | Олга Саладуха Украјина                                                              | 14,81 ЕРС               | Симона ла Мантија Италија                                                    | 14,56 ЛРС         | Светлана Бољшакова Белгија                                                             | 14,55 НР     |
| Скок увис детаљи        | Бланка Влашић Хрватска                                                              | 2,03 =РЕП, =ЕРС         | Ема Грин · Шведска                                                           | 2,01 ЛР           | Аријана Фридрих · Немачка                                                              | 2,01         |
| Скок мотком детаљи      | Светлана Феофанова Русија                                                           | 4,75                    | Зилке Шпигелбург · Немачка                                                   | 4,65              | Лиза Рицих · Немачка                                                                   | 4,65 ЛР      |
| Бацање кугле детаљи     | Надежда Опстапчук · Белорусија                                                      | 20,48                   | Наталија Михњевич · Белорусија                                               | 19,53             | Ана Авдејева Русија                                                                    | 19,39        |
| Бацање диска детаљи     | Сандра Перковић Хрватска                                                            | 64,67                   | Николета Грасу · Румунија                                                    | 63,48             | Јоана Вишњевска · Пољска                                                               | 62,37 ЛРС    |
| Бацање кладива детаљи   | Бети Хајдлер · Немачка                                                              | 76,38 ЛРС               | Татјана Лисенко Русија                                                       | 75,65             | Анита Влодарчик · Пољска                                                               | 73,56        |
| Бацање копља детаљи     | Линда Штал · Немачка                                                                | 66,81 ЛР                | Кристина Обергфел · Немачка                                                  | 65,58             | Барбора Шпотакова · Чешка                                                              | 65,36        |
| Седмобој детаљи         | Џесика Енис · Уједињено Краљевство                                                  | 6823 РЕП, СРС, ЛР       | Наталија Добринска Украјина                                                  | 6778 ЛР           | Џенифер Езер · Немачка                                                                 | 6.683 ЛР     |

1. ↑  EAA decides host cities for major events, site de l'Association européenne d'athlétisme, mis en ligne le 29 avril 2006 (језик: енглески)
2. ↑  FINAL ENTRIES: Barcelona 2010 set to take off with highest ever athlete participation, eaa.org, consulté le 21 juillet 2010 (језик: енглески)
3. ↑  Дисквалификација уследила после завршеног такмичења јер је Хосе Луис Бланко био позитиван на допинг тесту.
4. ↑  У 2013. откривено је да Андреј Михњевич позитивн на забрањене супстанце на Светском првенству 2005.. Пошто је његов други прекршај, добио је доживотну забрану учешћа на такмичењима а сви његови резултати после августа 2005. године су поништени. „Andrei MIKHNEVICH (BLR) – results annulled from August 2005”. IAAF. 31. 7. 2013. Приступљено 20. 2. 2017.
5. ↑  Резултати финала у бацању кугле на ЕП 2010.
6. ↑  Дисквалификација уследила 2012. јер је Инга Абитова била позитивна на допинг тесту Russia's Abitova handed two-year doping ban Архивирано на веб-сајту  (10. март 2013).
7. ↑  Дисквалификација уследила после завршеног такмичења јер је Живиле Балчунајте била позитивна на допинг тесту.
8. ↑  Дисквалификација уследила 2012. јер је Наиља Јуламанова била позитивна на допинг тесту.

Легенда: СР = Светски рекорд, ЕР = Европски рекорд, РЕП = Рекорд европских првенстава, СРС = Светски рекорд сезоне (најбоље време сезоне на свету), ЕРС = Европски рекорд сезоне (најбоље време сезоне у Европи), НР = Национални рекорд, ЛР = Лични рекорд, ЛРС = Лични рекорд сезоне

## Биланс медаља
|     | Држава           |    |    |    |     |
| --- | ---------------- | -- | -- | -- | --- |
| 1   | Русија           | 10 | 5  | 8  | 23  |
| 2   | Француска        | 8  | 6  | 4  | 18  |
| 3.  | Велика Британија | 6  | 7  | 6  | 19  |
| 4.  | Немачка          | 4  | 6  | 6  | 16  |
| 5.  | Турска           | 3  | 1  | 0  | 4   |
| 6.  | Украјина         | 2  | 4  | 1  | 7   |
| 7   | Шпанија          | 2  | 3  | 2  | 7   |
| 8   | Пољска           | 3  | 1  | 5  | 9   |
| 9.  | Хрватска         | 2  | 0  | 0  | 2   |
| 10. | Италија          | 1  | 4  | 1  | 6   |
| 11. | Белорусија       | 1  | 1  | 1  | 3   |
| 12  | Белгија          | 1  | 0  | 2  | 3   |
| 13. | Летонија         | 1  | 0  | 1  | 2   |
| 14. | Норвешка         | 1  | 0  | 0  | 1   |
| 14. | Словачка         | 1  | 0  | 0  | 1   |
| 14. | Швајцарска       | 1  | 0  | 0  | 1   |
| 17  | Холандија        | 0  | 2  | 0  | 2   |
| 17  | Румунија         | 0  | 2  | 0  | 2   |
| 19  | Португалија      | 0  | 1  | 3  | 4   |
| 20  | Шведска          | 0  | 1  | 1  | 2   |
| 21  | Бугарска         | 0  | 1  | 0  | 1   |
| 21  | Ирска            | 0  | 1  | 0  | 1   |
| 23  | Мађарска         | 0  | 0  | 3  | 3   |
| 24  | Азербејџан       | 0  | 0  | 1  | 1   |
| 24  | Чешка            | 0  | 0  | 1  | 1   |
| 24  | Финска           | 0  | 0  | 1  | 1   |
| 24  | Молдавија        | 0  | 0  | 1  | 1   |
|     | Укупно (27)      | 47 | 47 | 47 | 141 |